# Rälla tall
Rälla tall är bebyggelse och ett tallbevuxet sandområde som utgör västra landborgen i söder om Rälla i Borgholms kommun i Högsrums socken. Nivåskillnaden är över 25 meter. På åskanten växer flera naturminnesmärkta större tallar.
En del av Rälla tall har före 2015 av SCB definierats och avgränsats till småort i Borgholms kommun som före 2010 benämndes Rälla tall (södra delen, stugbyn). Från 2015 klassas bebyggelen som en del av småorten Stora Rör.
I skogsområdet är en Minneslund belägen samt Per Emil Perssons familjegrav ,Rälla gård.